# Gerolamo Tessari
Gerolamo Tessari (noto anche come Gerolamo del Santo) (Padova, 1490 circa – Padova, 1561) è stato un pittore italiano.

## Biografia

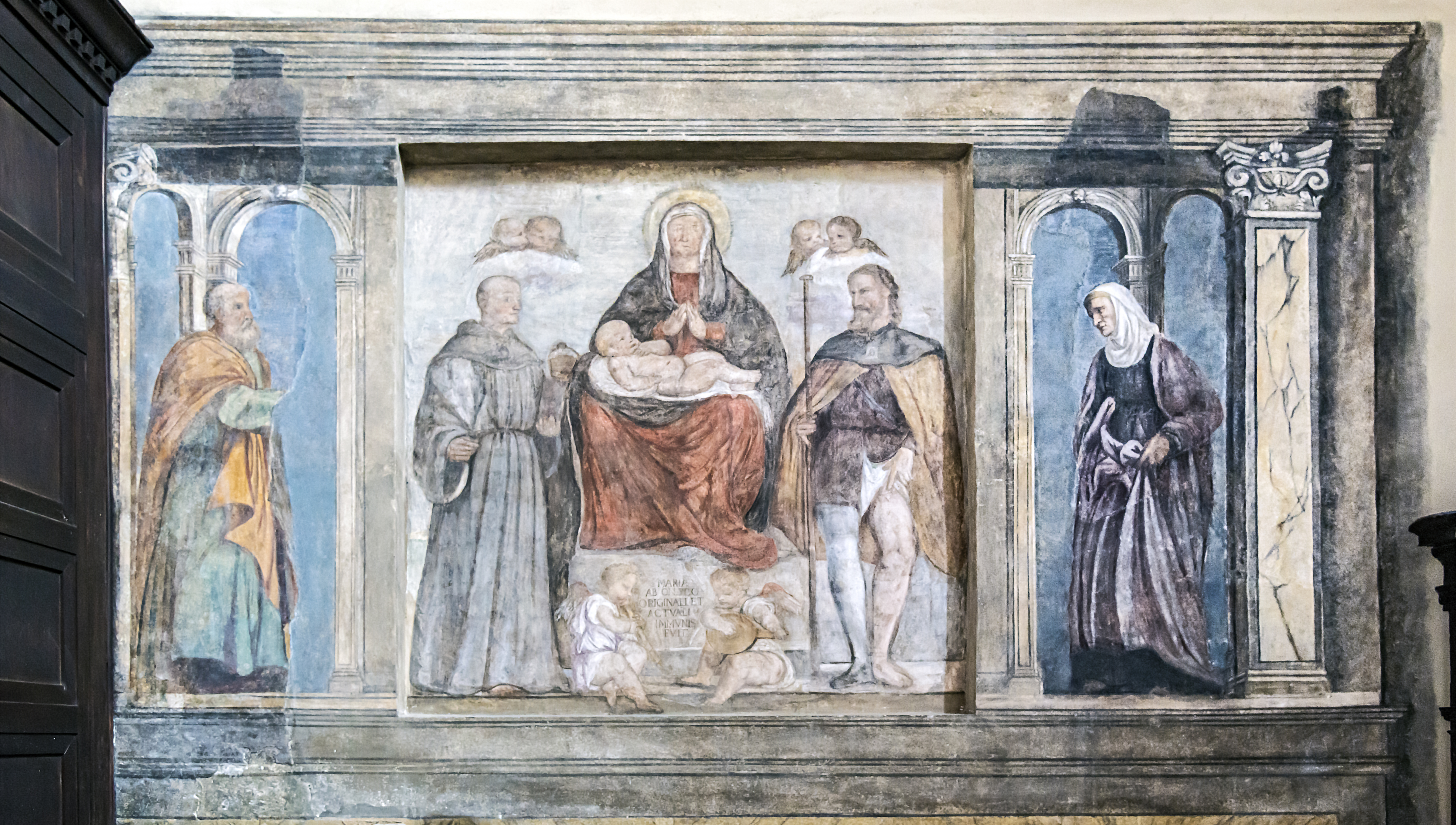
Vergine col Bambino Chiesa di Santa Maria dei Servi (Padova)

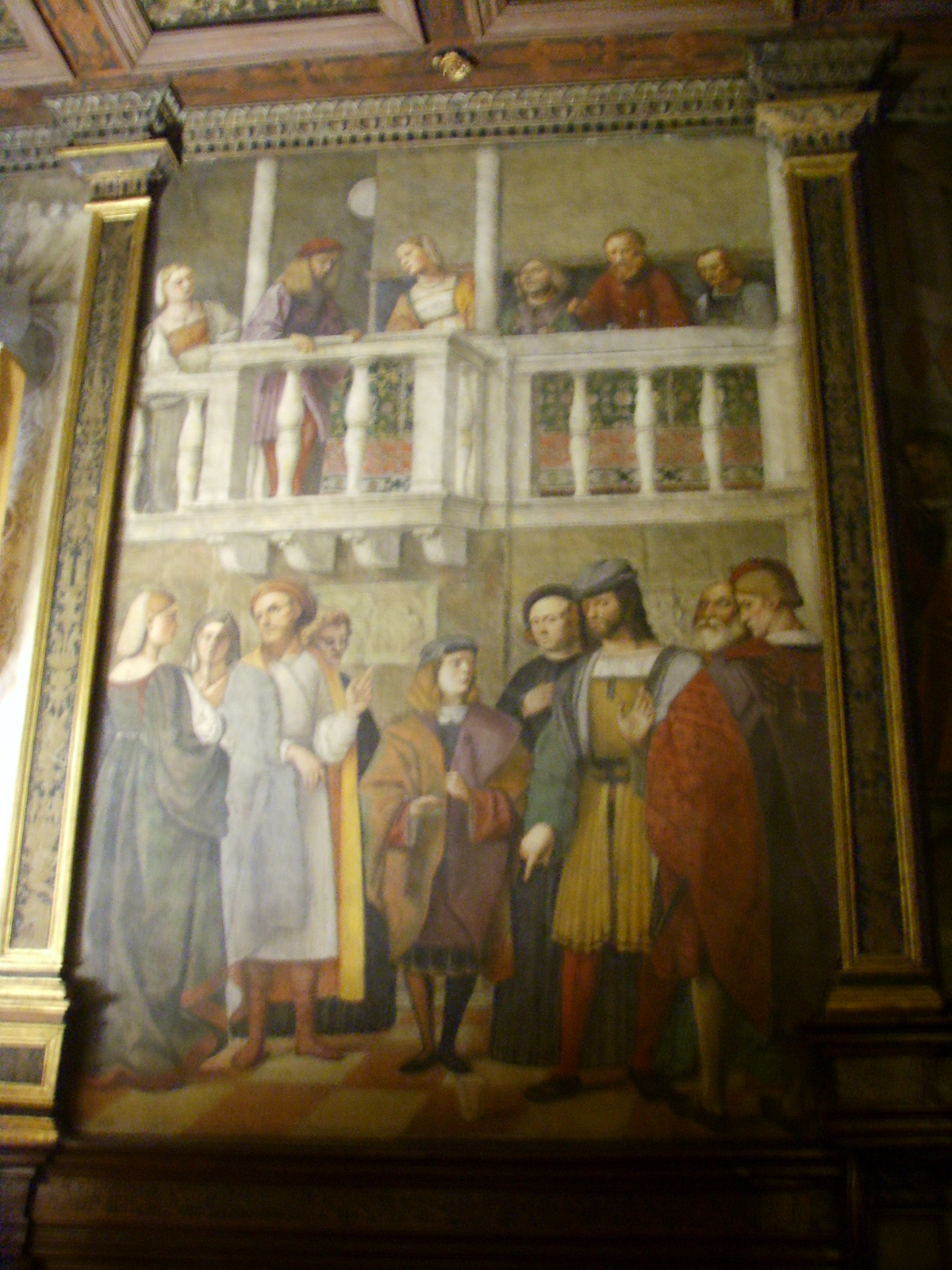
Padova - Scuola del Santo - Miracolo del bicchiere di vetro.

Il Tessari è una figura minore nel panorama della pittura padovana del XVI secolo; prende il soprannome di Gerolamo del Santo dalla contrada padovana in cui abitava. Fu partecipe in tutte le imprese decorative più importanti di chiese e oratori di Padova, ma sembra stentare ad abbandonare del tutto il retaggio tardoquattrocentesco che largamente influenza la sua attività iniziale. I successivi contatti con Tiziano, Romanino e Domenico Campagnola lasciano in lui un riflesso solo parziale, ravvisabile in una certa ricerca di drammaticità espressiva. La sua prima opera documentata è il Miracolo del bicchiere, dipinto per la Scuola del Santo del 1511, cui faranno seguito, nella stessa sede, la Morte del Santo (1513) ed il Miracolo della mula (1515) e Sant'Antonio resuscita un bambino caduto nella pentola dell'acqua bollente (1524) e il curioso ritratto del cardinale Pietro Bembo nelle vesti di Paolo Diacono (Musei Civici di Pavia).
L'affresco con la Deposizione dalla Croce, ora nei Musei civici di Padova, è quel che rimane degli interventi compiuti nella Basilica di Santa Giustina: quasi illeggibili sono gli affreschi del coro. Altri cicli di un certo rilievo sono le scene della Vita della Vergine nella Scoletta del Carmine e gli episodi della Passione di Cristo nell'Oratorio del Redentore, risalente al 1537. Da ricordare anche la Deposizione dell'Abbazia di Praglia. Un dipinto che raffigura Madonna in trono con il Bambino angeli e santi, a lui attribuito a partire dagli anni Venti del Novecento per l'affinità stilistica che lega quest'opera ad altre presenti a Padova, è conservato al Museo Poldi Pezzoli.